# آرگوس (شاه)
آرگوس (به یونانی: Ἄργος، مردانه) پایه‌گذار شهر آرگوس و پسر زئوس و نیوبه در افسانه‌های یونان باستان است. پس از مرگ برادر نیوبه، آپیس بی‌فرزند و جانشین، آرگوس فرمانروایی پلوپونز را به‌دست گرفت و آن را به نام خود نام‌گذاری کرد. او اوادنه را به همسری برگزید. فرزندان آن‌ها اکباسوس، پیراس، اپیداوروس و کریاسوس نام داشتند. به گفتهٔ گایوس یولیوس هیگینوس، آن‌ها سه فرزند به نامهای اکباسوس، کریاسوس و پیرانتوس داشتند. پس از آرگوس، پسرش کریاسوس به پادشاهی رسید.